# Brit Olam - Centro Noájida Mundial
Brit Olam - Centro Noájida Mundial (en hebreo: ברית עולם - המרכז העולמי לבני נח, en inglés: Brit Olam - Noahide World Center) es un centro que opera desde Jerusalén para brindar orientación a noájidas en todo el mundo. 
El centro fue establecido en 2011, por el rabino Uri Sherki, a raíz de las solicitudes de noájidas en busca de orientación rabínica sobre las Leyes de Noé. Según datos de la organización de 2014, el centro está en contacto con 56 comunidades noájidas, así como con otras personas, en unos setenta países.

## Antecedentes
Entre los años 50 y 60 del siglo XX, comenzó a desarrollarse en Estados Unidos un movimiento noájida, liderado por Vendyl Jones, los cuales buscaban recibir orientación espiritual del pueblo judío sobre cómo vivir de acuerdo a la voluntad del Dios de Israel, sin convertirse al judaísmo..

## Objetivos
Fue fundada con el objetivo de difundir los valores universales del judaísmo, denominado como los siete preceptos universales. Sus miembros ven al Estado de Israel como un punto de inflexión histórico, que también afecta la capacidad de difundir el mensaje universal del judaísmo en el mundo, siendo el Estado de Israel, un centro político judío, como una aplicación del versículo bíblico: "Porque de Sión saldrá la Torá, y la palabra del Señor de Jerusalén" (Libro de Isaías 2:3).
Entre sus objetivos también esta el reconocimiento oficial del estatus de noájida por parte del Estado de Israel, publicación de libros de oración y estudio, así como materiales de capacitación, así como la capacitación de líderes para guiar a los noájidas alrededor del mundo.

## Rabinos
La organización enfatiza el mensaje universal del judaísmo, una idea que el rabino Uri Sherki desarrolló siguiendo las enseñanzas de los rabinos Yehuda Leon Ashkenazi, Tzvi Yehuda Kook y Avraham Itzjak Kook.

### Ury Sherki

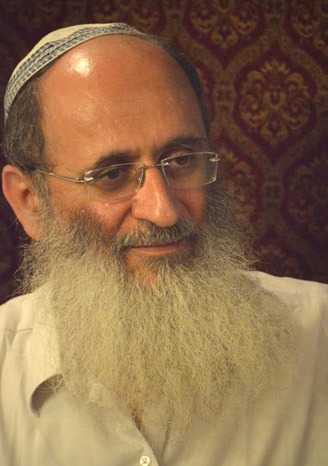
Rabino Ury Sherki, fundador de Brit Olam.

El rabino Oury Amos Cherki, más conocido como Ury Sherki, nació en Argelia en 1959. Se mudó con su familia a Francia, donde vivió durante varios años y luego emigró a Israel en 1972. Estudió Torá con el rabino Zvi Yehuda HaKohen Kook en la Yeshivá Mercaz HaRav Kook, así como con el rabino Yehuda Leon Ashkenazi y el rabino Shlomo Binyamin Ashlag. Fue ordenado rabino y se ha desempeñado como rabino de la comunidad Bet Yehuda en Kiriat Moshe, Jerusalén.
El rabino Sherki es el jefe del Departamento de Israel en la Yeshivá Majón Meir, el Centro Meir de Estudios Judíos en Francés (CMEJ) y el Centro Noajida Mundial. También enseña judaísmo en Rosh Yehudi y en otros lugares de Eretz Israel.
Según el rabino, en la Torá, en la Parashá Nóaj, Dios le ordena a Noé y a sus hijos que cumplan ciertos preceptos conocidos como las siete mitzvot noájidas. Sin embargo, Oury Cherki explica que estas siete mitzvot son solo el comienzo. El objetivo principal, dice, es glorificar el nombre de Hashem en el mundo y transmitir el mensaje universal del judaísmo a todas las naciones.
El rabino cree que el Estado de Israel tiene un papel importante que es desempeñarse en la enseñanza del judaísmo a las naciones del mundo. En su opinión, no debe haber distinción entre el judaísmo y el Estado judío, por lo que más adelante el Estado de Israel deberia asumir la responsabilidad del movimiento noájida.

El objetivo es involucrar al Estado de Israel. No debería ser algo exclusivo de los rabinos. Debería ser el pueblo judío quien se dirija al mundo, y el pueblo judío hoy está representado por el Estado de Israel. En algún momento, el gobierno de Israel debe asumir la responsabilidad de este movimiento.
Rabino Oury Amos Cherki

### Yehuda Leon Ashkenazi

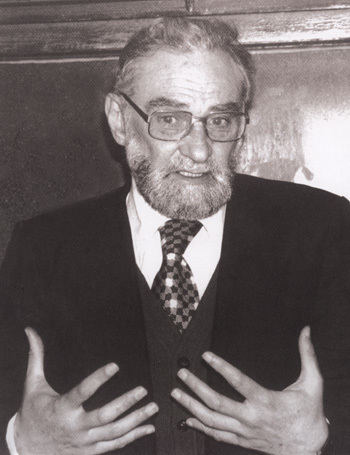
Rabino Yehuda Leon Ashkenazi.

El Rabino Yehuda Leon Ashkenazi (Manitou), 1922-1996, fue uno de los principales educadores, pensadores y restauradores de los judíos franceses posteriores a la Segunda Guerra Mundial. Era descendiente del Cabalista Luriánico Joseph ibn Tabul y del comentarista Talmúdico, el Rosh. Estudió Cábala en Argelia y más tarde con los rabinos Shlomo Binyamin Ashlag y Zvi Yehuda Kook. Estudió filosofía, psicología y antropología en la Universidad de París.
El rabino Ashkenazi junto con Andre Neher y Emmanuel Levinas se desempeñaron como directores educativos de la juventud judía francesa. En 1957, organizaron las conferencias anuales de intelectuales judíos franceses, que buscaban crear un lenguaje académico y filosófico para comprender la Torá y la cultura judía.

### Tzvi Yehuda Kook

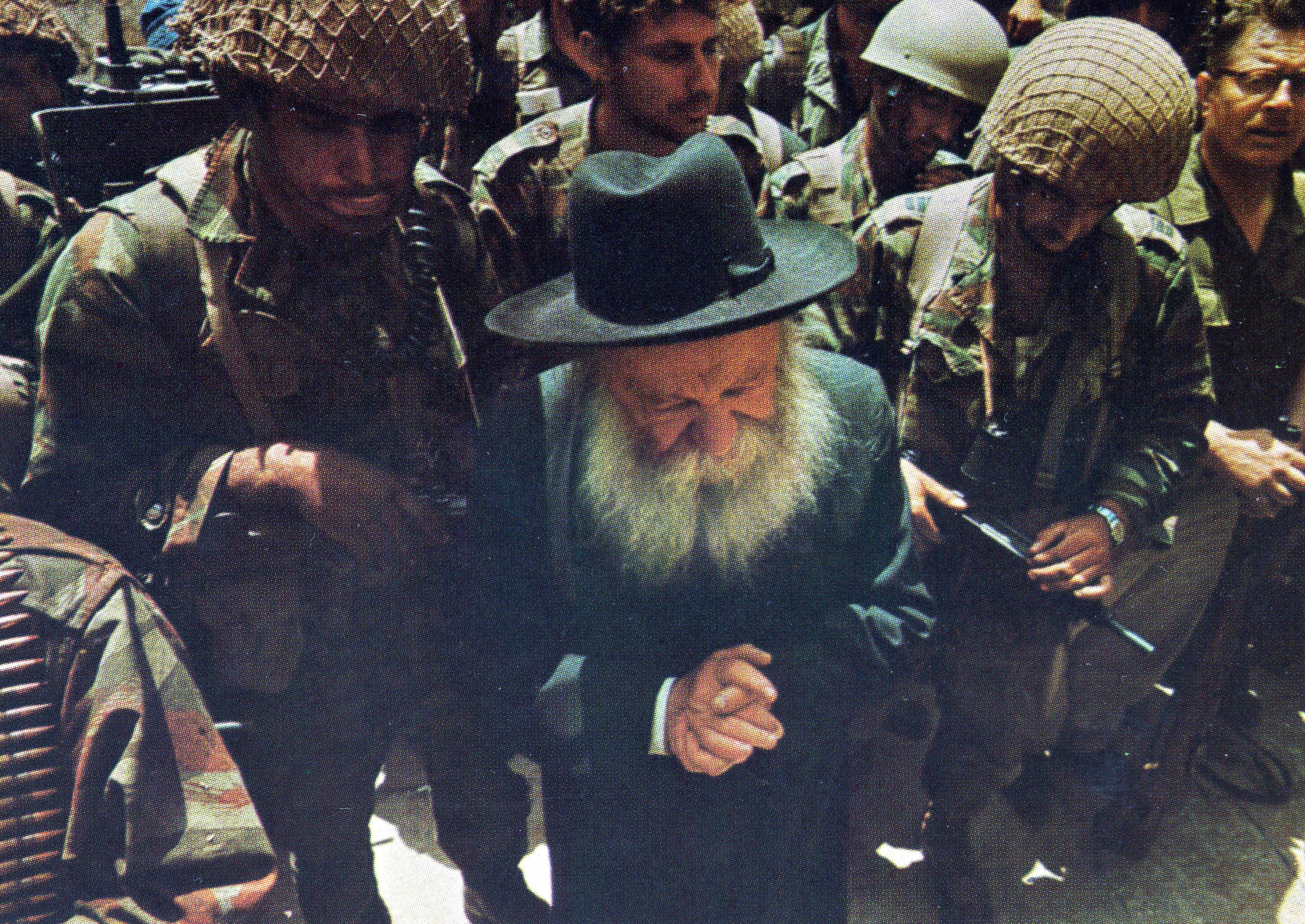
El rabino Tzvi Yehuda Kook con las Fuerzas de Defensa de Israel (FDI) en el Kotel en 1967.

Rabino Tzvi Yehuda Kook (1891-1982), fue un rabino y líder del movimiento del sionismo religioso. Sus enseñanzas religiosas incluyen el identificar al moderno Estado de Israel como el cumplimiento de las profecías de los profetas del judaísmo, a pesar de su naturaleza secular. El Rabino Tzvi Yehuda Kook, formó e instruyó a una nueva generación de líderes rabínicos del sionismo religioso. Zvi era el único hijo del Rabino Abraham Isaac Kook, se desempeñó como director de la Yeshivá Mercaz HaRav Kook y como editor de muchas de las obras de su difunto padre. Zvi continuó el legado de su padre en el movimiento del sionismo religioso. Zvi sentía un gran amor por el Pueblo de Israel (Am Israel), y fue fundamental para alentar a los colonos judíos a establecerse en todas las áreas de la Tierra de Israel (Eretz Israel) liberadas por las FDI durante la Guerra de los Seis Días.

### Avraham Itzjak Kook

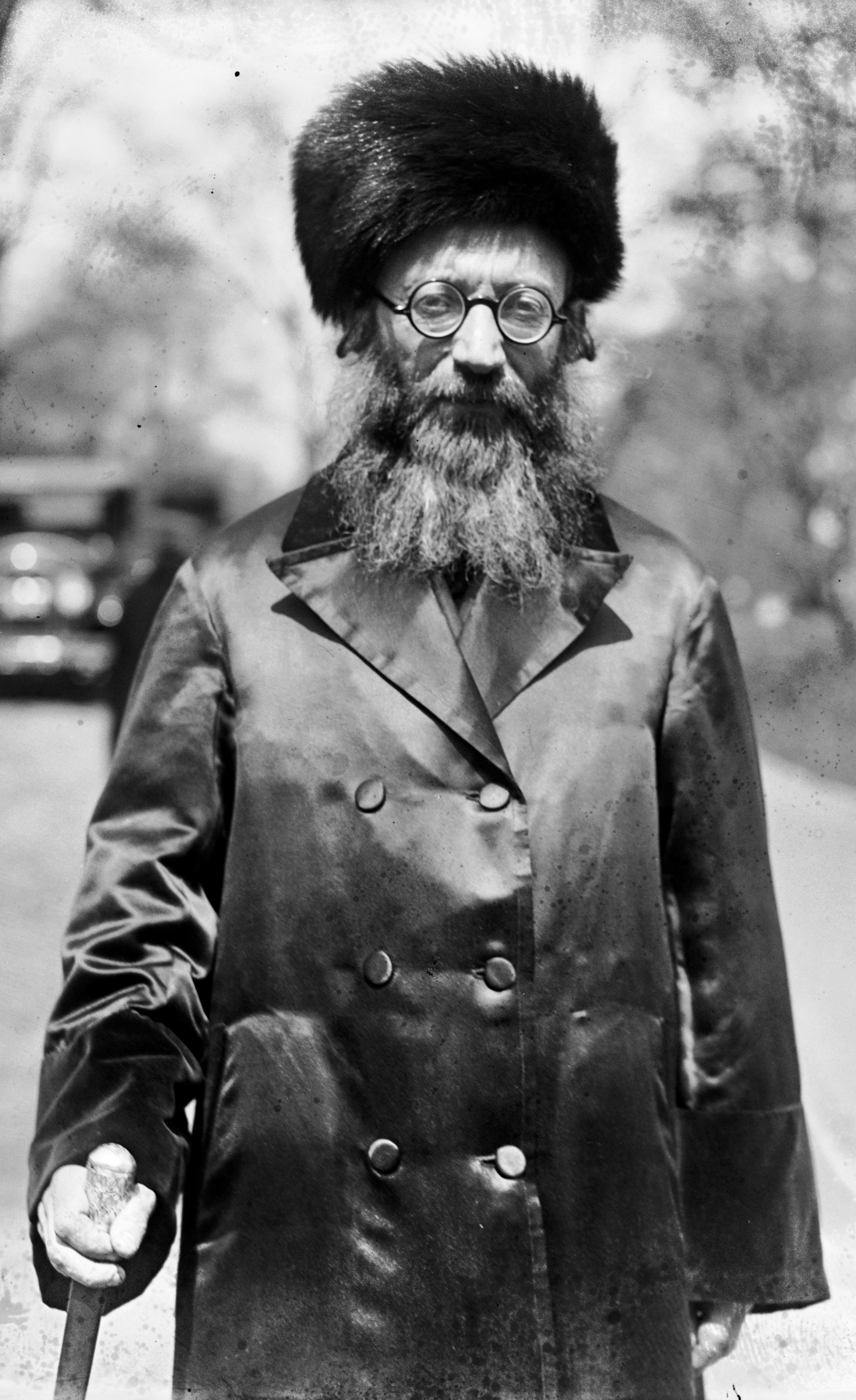
Abraham Isaac Kook, en 1924.

El rabino Avraham Yitzchak Kook (1865-1935), primer Gran Rabino de Israel, fue la figura principal del pensamiento judío en la era moderna y el defensor de la dimensión religiosa del sionismo. Para Kook, el sionismo es el primer florecimiento de la redención del pueblo judío, la vanguardia de la era mesiánica. Zvi fundó la Yeshivá Mercaz HaRav, visualizándola como un lugar de estudio que iba a producir produciria los más grandes líderes espirituales del pueblo judío.

“Los justos puros no se quejan de las tinieblas, sino que aumentan la luz; no se quejan del mal, sino que aumentan la justicia; no se quejan de herejía, sino que aumentan la fe; no se quejan de la ignorancia, sino que aumentan la sabiduría.”
Arpilei Tohar, pág. 27–28

## Aprobación

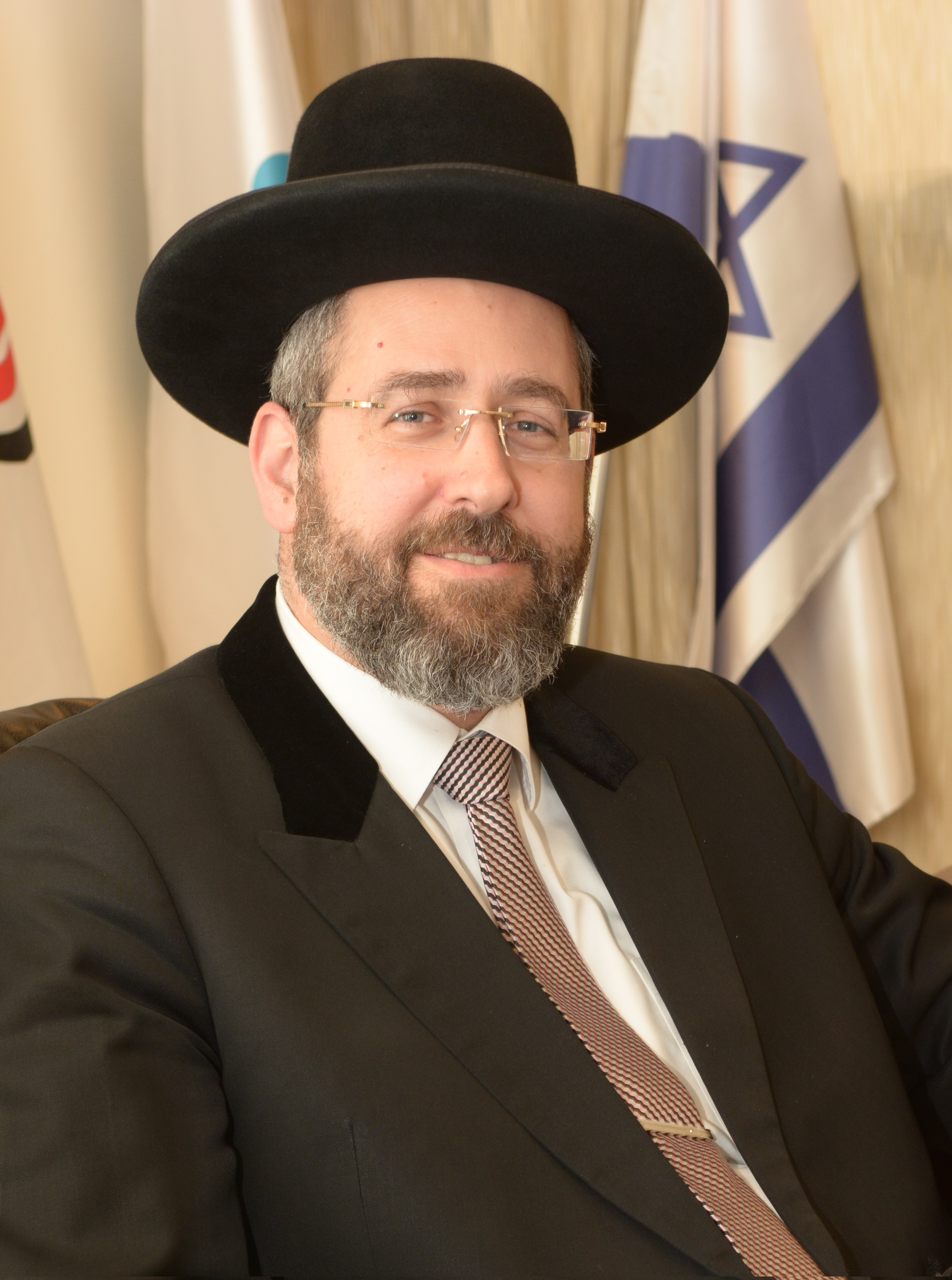
David Lau, Gran Rabino asquenazí de Israel (2013-2024).

Esta organización recibió la aprobación oficial del Gran Rabinato de Israel.

Me alegró escuchar sobre la importante actividad de su organización, que se esfuerza por apoyar a las personas de las naciones del mundo que creen en la palabra de Hashem, y que han aceptado sobre ellos mismos para observar los siete mandamientos de Noé.
Estas siete mitzvot (Preceptos) forman la base para el mejoramiento de la sociedad humana y veo cuánto el mundo está listo para tal corrección. Maimónides escribió en su código de derecho: "El que acepta los siete preceptos universales y se esfuerza por observarlos es considerado un justo entre las naciones y merece una parte del mundo venidero.
Bienaventurados los que se dedican a la importante tarea de difundir los verdaderos valores por todo el mundo.
Rabino David Lau, Gran Rabino de Israel.

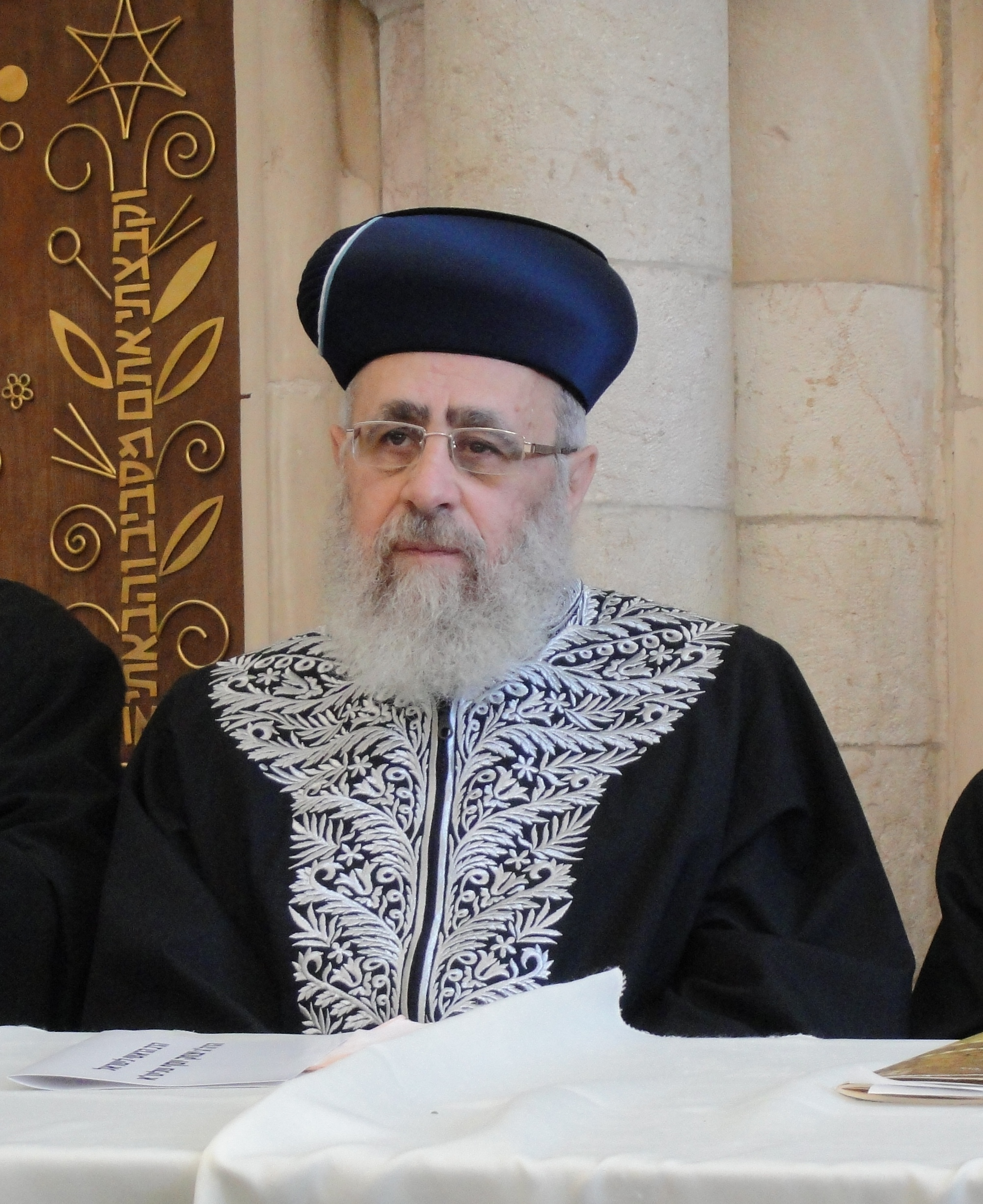
Yitzhak Yosef, Gran Rabino sefardí de Israel (2013-2024).

De igual forma el libro "Brith Shalom" escrito por el rabino Oury Amos Cherki, el cual es un libro de halajá enfocado en las leyes de Noé también recibió la aprobación por parte del Gran Rabinato de Israel.

Me trajeron una copia del libro "Brit Shalom", escrito por el honorable y precioso en espíritu, un hombre de sabiduría, que difunde la Torá a multitudes, el rabino Oury Amos Cherki. En su obra expone en detalle los siete mandamientos para los descendientes de Noé, incluidas sus fuentes de la Biblia y la literatura tradicional. Sé que últimamente ha habido un interés práctico entre las naciones del mundo en conocer estas mitzvot, y el rabino Sharki compiló Brit Shalom para aquellos interesados, organizado y editado con buen gusto y amplio conocimiento en un formato claro. Este es el cumplimiento de la profecía de Isaías: "Y muchas de las naciones dirán: Levantaos, y subamos al monte de Dios, a la casa del Dios de Jacob, y guiadnos por sus caminos, y andad en sus sendas; porque de Sión saldrá la Torá, y de Jerusalén la palabra de Dios."
Yitzhak Yosef, Gran Rabino de Israel.

## Declaración noájida - Kibul
Para ser considerados oficialmente como noájida, los aspirantes deben presentarse ante un tribunal rabínico conformado por tres rabinos para declarar la aceptación y comprometerse a cumplir las leyes de Noé.
Esta declaración le concede al declarante no-judío el título de “Justo entre las Naciones”.

## Libros para noájidas
La organización ha publicado algunos libros para noajidas:
- Brith Shalom - Leyes prácticas para los hijos de Noé: Libro de halajá para noájidas, escrito por el rabino Sherki .[16]
- Brit Olam - Libro de Oraciones para Noajidas: Sidur o libro de oraciones para noájidas.[17]

## Lista de comunidades
| N.º | País              | Comunidad                               |
| --- | ----------------- | --------------------------------------- |
|     | Alemania          |                                         |
|     | Argelia           |                                         |
|     | Argentina         | Comunidad Noajida Internacional Mendoza |
|     | Australia         |                                         |
|     | Austria           |                                         |
|     | Bélgica           |                                         |
|     | Bielorrusia       |                                         |
|     | Bolivia           | Brit Olam Bolivia                       |
|     | Brasil            |                                         |
|     | Bulgaria          |                                         |
|     | Burundi           |                                         |
|     | Canadá            |                                         |
|     | Chile             | Brit Olam Chile                         |
|     | Colombia          | Brit Olam Colombia                      |
|     | Congo             |                                         |
|     | Costa de Marfil   |                                         |
|     | Costa Rica        |                                         |
|     | Cuba              |                                         |
|     | Ecuador           |                                         |
|     | Estados Unidos    |                                         |
|     | España            |                                         |
|     | Estonia           |                                         |
|     | Filipinas         |                                         |
|     | Finlandia         |                                         |
|     | Francia           |                                         |
|     | Georgia           |                                         |
|     | Guatemala         |                                         |
|     | Guinea Ecuatorial |                                         |
|     | Honduras          |                                         |
|     | India             | Brit Olam India                         |
|     | Indonesia         |                                         |
|     | Israel            |                                         |
|     | Italia            |                                         |
|     | Kazajistán        |                                         |
|     | Lituania          |                                         |
|     | Madagascar        |                                         |
|     | México            | Brit Olam México                        |
|     | Moldavia          |                                         |
|     | Nigeria           |                                         |
|     | Países Bajos      |                                         |
|     | Panamá            |                                         |
|     | Perú              |                                         |
|     | Polonia           |                                         |
|     | Puerto Rico       |                                         |
|     | Reino Unido       |                                         |
|     | Rumania           |                                         |
|     | República Checa   |                                         |
|     | Rusia             |                                         |
|     | Senegal           |                                         |
|     | Sudáfrica         |                                         |
|     | Suecia            |                                         |
|     | Togo              |                                         |
|     | Ucrania           |                                         |
|     | Uruguay           |                                         |
|     | Venezuela         |                                         |